# 仲川秀樹
仲川秀樹（なかがわ ひでき 1958年（昭和33年） - ）は、日本の社会学者、日本大学文理学部教授。マス・コミュニケーション論専攻。近年はサブカルチャーの研究者としても知られている。山形県酒田市出身。

## 学歴
- 1974年 酒田市立酒田第二中学校卒業
- 1977年 酒田南高等学校卒業
- 1983年 日本大学法学部新聞学科卒業
- 1988年 日本大学大学院文学研究科社会学専攻博士後期課程満期退学

## 著書

### 単著
- 『サブカルチャー社会学』学陽書房、2002年4月。ISBN 978-4313813090。
- 『メディア文化の街とアイドル――酒田市中町商店街「グリーン・ハウス」「SHIP」から 中心市街地活性化へ』学陽書房、2005年7月。ISBN 978-4313813083。
- 『もう一つの地域社会論――酒田大火30年「メディア文化の街」ふたたび』学文社、2006年10月。ISBN 978-4762016059。
- 『“おしゃれ”と“カワイイ”の社会学―酒田の街と都市の若者文化』学文社、2010年5月。ISBN 978-4762020926。
- 『コンパクトシティと百貨店の社会学―酒田「マリーン5清水屋」をキーにした中心市街地再生』学文社、2012年2月。ISBN 978-4762022494。
- 『H・ブルーマーの集合行動論 流行理論を軸として』学文社、2015年4月。ISBN 978-4762025334。
- 『マス・コミュニケーションの世界 メディア・情報・ジャーナリズム』ミネルヴァ書房、2019年3月。ISBN 978-4623085415。
- 『「グリーン・ハウス」があった街 メディア文化の街はどこへ向かうのか』学文社、2023年8月。ISBN 978-4762032523。

### 共著
- 矢田大雄・夏刈康男・松岡雅裕・仲川秀樹『現代社会の理論と視角』学文社、1995年3月。ISBN 978-4762008467。
- 夏刈康男・松岡雅裕・仲川秀樹『人間生活の理論と構造』学文社、1999年3月。ISBN 978-4762008467。
- 露木茂・仲川秀樹『情報社会をみる』学文社、2000年3月。ISBN 978-4762009150。
- 露木茂・仲川秀樹『マス・コミュニケーション論 マス・メディアの総合的視点』学文社、2004年9月。ISBN 978-4762013416。
- 仲川秀樹・塚越孝『メディアとジャーナリズムの理論 基礎理論から実践的なジャーナリズム論へ』同友館、2011年8月。ISBN 978-4496047824。
- 松野弘 (監修)・仲川秀樹 (編集)『社会学史入門黎明期から現代的展開まで』ミネルヴァ書房、2020年4月。ISBN 978-4623088294。